# Nipponomysis imparis
Nipponomysis imparis är en kräftdjursart som beskrevs av Takahashi och Murano 1986. Nipponomysis imparis ingår i släktet Nipponomysis och familjen Mysidae. Inga underarter finns listade i Catalogue of Life.